# Cynanchum messeri
Cynanchum messeri là một loài thực vật có hoa trong họ La bố ma. Loài này được (Buchenau) Puech mô tả khoa học đầu tiên năm 1912.